# 경험칙
경험칙(經驗則), 경험규칙(經驗規則), 경험법칙(經驗法則)이란 관찰, 측정 등 경험에서 얻어진 법칙을 뜻한다. 영어로 이러한 경험칙, 어림짐작을 뜻하는 "Rule of thumb"은 어떤 이론이 아니라 경험으로부터 근사된 방법을 의미하는데, 이는 양적인 수치를 엄지손가락(thumb)으로 측정했던 것과 관련되나 정확한 유래를 확인하기는 어렵다.

## 같이 보기
- 조리
- 휴리스틱
- 엄지손가락